# Julio Alberto Moreno
Julio Alberto Moreno Casas (* 7. října 1958, Candás) je bývalý španělský fotbalista, obránce. Se španělskou reprezentací získal stříbrnou medaili na mistrovství Evropy v roce 1984, přičemž odehrál všech pět španělských utkání na turnaji. Zúčastnil se i mistrovství světa v roce 1986, kde nastoupil ve třech z pěti zápasů. Za národní tým nastupoval v letech 1984–1988 a odehrál za něj 34 utkání. Na klubové úrovni hrál za Atlético Madrid (1978–1982), Recreativo de Huelva (hostování; 1979–1980) a Barcelonu (1982–1991). S Barcelonou vyhrál Pohár vítězů pohárů 1988–89 a dostal se s ní do finále Poháru mistrů 1985–86. Dvakrát se s ní stal mistrem Španělska (1984–85, 1990–91) a třikrát vybojoval španělský pohár (1982–83, 1987–88, 1989–90). Po skončení hráčské kariéry upadl do depresí, které vedly k těžké drogové závislosti. Nakonec se uzdravil a stal se přednášejícím na toto téma. Zároveň začal pomáhat Barceloně při práci s fanoušky.